# Wilhelm Zschintzsch
Friedrich Wilhelm Zschintzsch (* 22. Mai 1894; † 1972 in Wolfsburg) war ein deutscher Ingenieur, der in der Zeit des Nationalsozialismus für das Zschintzsch-Programm bekannt wurde.

## Leben und Wirken
Nach dem Schulbesuch absolvierte Zschintzsch ein Studium an einer Technischen Hochschule in München und Braunschweig. Als Kriegsfreiwilliger nahm er am Ersten Weltkrieg teil, zuletzt als Pionieroffizier. Er erlangte den Abschluss als Diplom-Ingenieur und war einige Zeit in Halle/Saale tätig. 1929 wurde er Vorstandsmitglied und später Generaldirektor der Märkischen Elektrizitätswerke AG, für die er seit 1922 tätig war. Im Mai 1933 trat er der NSDAP bei (Mitgliedsnummer 2.588.103) und im Oktober desselben Jahres der SA.
Nachdem 1934 die Reichsgruppe Energiewirtschaft unter Leitung von Carl Krecke gebildet wurde, übernahm er die Leitung einer der beiden Wirtschaftsgruppen. Im Dezember 1942 übernahm er die Leitung des Arbeitskreises Kraftwerks- und Leitungsbau in der Organisation Speer. Nachdem Albert Speer, der seit dem 15. Februar 1942 auch Generalinspektor für Wasser und Energie (GIWE) war, Anfang 1942 ein „Wärmekraft-Sofortprogramm“ aufgelegt hatte, war die Errichtung einheitlicher Einheitskraftwerke geplant. Hauptverantwortlich dafür wurde Wilhelm Zschintzsch, der den Anstoß für dieses Programm gab und von Albert Speer zum Leiter des „Wärmekraft-Sofortprogramms“ berufen wurde. Auf Grund dieser Tatsache wurde das „Wärmekraft-Sofortprogramm“ auch als „Zschintzsch-Programm“ bekannt.
Nach 1945 übernahm Wilhelm Zschintzsch die Leitung der Energie-Wirtschaftsstelle des Volkswagenwerks in Wolfsburg. In Wolfsburg starb er 1972.

## Schriften (Auswahl)
- Die deutsche Elektrizitätsversorgung als Teil der gewerblichen Wirtschaft. In: Elektrizitätswirtschaft, 1935, S. 233–237.
- Eröffnungsansprache von Direktor Dipl.-Ing. Zschintzsch. In: Elektrizitätswirtschaft, 1935, S. 618–621.

## Ehrungen
- 8. Juli 1942 Ernennung zum Ehrensenator der Technischen Universität Darmstadt[4]